# Versinkung

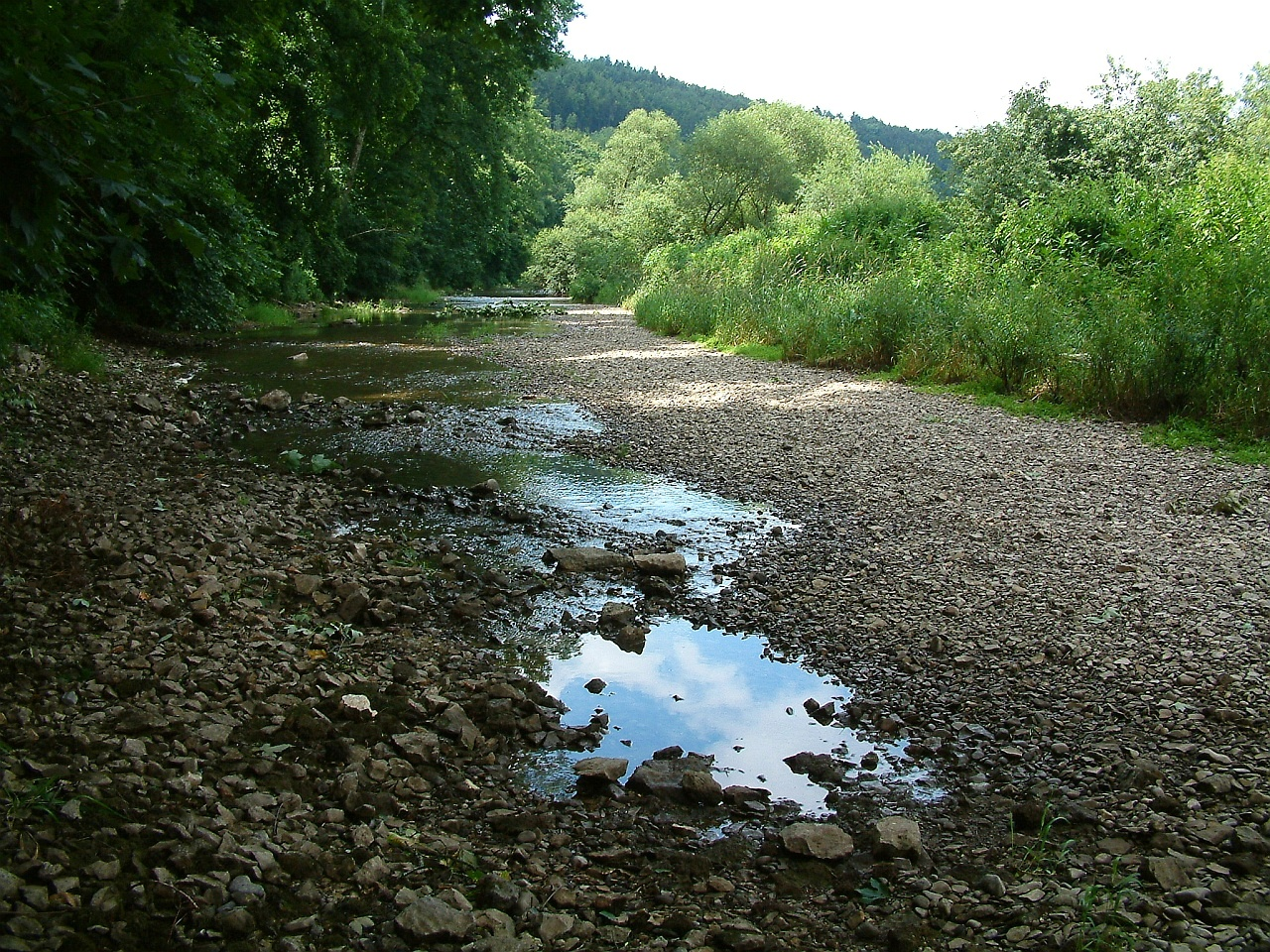
Donauversinkung bei der Immendinger Eisenbahnbrücke

Unter Versinkung versteht man das zügige Eindringen von Wasser in größere Öffnungen (Karst, Kluft, Schlundloch) der Erdoberfläche. Dabei tritt turbulente Strömung auf.
Im Gegensatz dazu steht die Versickerung, also das langsame Eindringen von Wasser in laminarer Strömung in die Poren des Bodens (Bodenstruktur) durch Infiltration.
Ein typischer Fall von Versinken ist das Abtauchen oberirdischer Fließgewässer in unterirdische Fließwege in Karstgebieten. Am Ende der unterirdischen Teilstrecke tritt das Wasser als Quelle wieder zutage.
Die bekannteste Versinkung ist die Donauversinkung.
Unterirdische Wasserläufe zählen wegen ihrer merklichen Fließgeschwindigkeit nicht zum Grundwasser.